# Verpfändung
Verpfändung ist im Sachenrecht die rechtsgeschäftliche Sicherung einer Forderung durch Bestellung eines Pfandrechts an beweglichen Sachen, Rechten oder Forderungen zugunsten des Pfandgläubigers.

## Allgemeines
Die Verpfändung ist eine vom Gesetz von vorneherein vorgesehene Kreditsicherheit, so dass auch ein Kredit oder eine sonstige Forderung zur Rechtswirksamkeit der Verpfändung vorhanden sein muss. Beteiligte sind der Pfandgläubiger (Sicherungsnehmer), der Kreditnehmer (Sicherungsgeber) oder ein dritter, nicht kreditnehmender Sicherungsgeber. Dem Sicherungsnehmer wird die gesetzliche Befugnis eingeräumt, den Pfandgegenstand zu verwerten, wenn die gesicherte Forderung fällig ist und ganz oder teilweise nicht beglichen wird (Pfandreife).

## Rechtsgrundlagen
Das vertragliche Pfandrecht an beweglichen Sachen kommt durch Einigung über die Pfandbestellung und notwendig Übergabe der Sache vom Sicherungsgeber (der weiterhin Eigentümer bleibt) an den Sicherungsnehmer (Pfandgläubiger) zustande (§ 1205 BGB), letzterer wird hierdurch Besitzer. Als Übergabeersatz sind die Abtretung oder Verpfändung des Herausgabeanspruches (§ 1205 Abs. 2 BGB) oder die Einräumung des Mitbesitzes (§ 1206 BGB) zulässig. Wird statt der Übergabe der mittelbare Besitz übertragen, so ist eine Anzeige an den unmittelbaren Besitzer erforderlich (§ 1205 Abs. 2 BGB). Jedoch lässt § 1206 BGB die Verpfändung durch die Einräumung von (mittelbarem oder unmittelbarem) Mitbesitz genügen. Ein Besitzkonstitut hingegen ist ausgeschlossen (anders z. B. das Stille Pfand in den Niederlanden). Der Besitz berechtigt den Pfandgläubiger zur Verwertung des Pfandgegenstandes, wenn der Schuldner seine Zahlungspflichten verletzt und die Forderung fällig ist (§ 1228 Abs. 2 BGB).
Eine zu sichernde (Kredit-)Forderung braucht noch nicht zu bestehen (§ 1204 Abs. 2 BGB), jedoch muss sie bereits im Zeitpunkt der Pfandrechtsbestellung nach dem Entstehungsgrund (nicht nach der Höhe) individualisierbar sein. Diese Forderung muss nicht gegenüber dem Sicherungsgeber bestehen; ein Pfandrecht kann auch für eine Forderung gegen einen Dritten bestellt werden. Der Sicherungsgeber muss entweder Eigentümer der Pfandsache oder zur Verpfändung befugt sein. Fehlt es an der Berechtigung des Sicherungsgebers, so sind auf das rechtsgeschäftliche Pfandrecht nach § 1207 BGB die Vorschriften über den gutgläubigen Erwerb des Eigentums entsprechend anwendbar (mit Ausnahme des § 933 BGB).
Das streng akzessorische, also vom Bestand einer zu sichernden Forderung abhängige Pfandrecht (§ 1210 Abs. 1 BGB), das nur an Einzelgegenständen bestellt werden kann (Spezialität), berechtigt den Sicherungsnehmer unter bestimmten Voraussetzungen zur Verwertung der Pfandsache. Während der Dauer der Verpfändung hat der Sicherungsnehmer die Sache für den Sicherungsgeber zu verwahren (§ 1215 BGB).

## Arten der Verpfändung
Bei der Verpfändung von beweglichen Sachen und Inhaberpapieren ist deren Übergabe zur Rechtswirksamkeit notwendig. Wenn der Sicherungsnehmer bei Verpfändung bereits unmittelbarer Besitzer ist, genügt entweder die bloße Einigung über das Pfandrecht (§ 1205 Abs. 1 Satz 2 BGB) oder die Einräumung des Mitbesitzes (§ 1206 BGB). Als Übergabeersatz ist die Abtretung des Herausgabeanspruchs möglich (§ 1205 Abs. 2 BGB).
Forderungen und Rechte können wirksam nur verpfändet werden, wenn der Drittschuldner eine Verpfändungsanzeige erhält (§ 1280 BGB). Die Verpfändungsanzeige stellt eine nicht abdingbare, empfangsbedürftige Wirksamkeitsvoraussetzung für die Entstehung des Pfandrechts dar. Auf diesen letzten Teilakt des Rechtsentstehungstatbestands ist daher abzustellen. Das Pfandrecht wird nicht schon mit der Verpfändung, sondern nach § 1280 BGB überhaupt erst mit der Anzeige hiervon wirksam. Für Tatsache und Zeitpunkt des Zugangs einer Erklärung trägt der Absender die Beweislast. Die Verpfändungsanzeige lehnt sich inhaltlich an die Drittschuldnererklärung des § 840 Abs. 1 Nr. 1 bis 5 ZPO an, mit der sie rechtlich verwandt ist. Der Drittschuldner muss in ihr folgende Bestätigungen abgeben:
- Er hat von der Verpfändung der konkret bezeichneten Forderung Kenntnis genommen und
- er wird die Verpfändung beachten und
- vorrangige/gleichrangige Rechte Dritter liegen nicht vor und
- er wird die AGB nicht anwenden, wenn der Drittschuldner ein Kreditinstitut ist.

Der Hinweis des Drittschuldners, er habe die Verpfändungsanzeige vorgemerkt, genügt nicht. Dieser bloße Hinweis „vorgemerkt“ bedeutet für den Pfandgläubiger nicht mehr, als dass der Drittschuldner hiermit bestätigte, bei Auszahlungen das Pfandrecht des Pfandgläubigers beachten und Leistungen an diesen oder an den Gläubiger selbst nicht ohne Einverständnis der Pfandgläubigers vornehmen zu wollen. Dass nicht der Gläubiger selbst oder andere Pfandgläubiger vorrangig zu befriedigende Rechte bezüglich dieser Forderung hatten, ist hieraus jedoch nicht herzuleiten. Deshalb müssen konkret obige 4 Bestätigungen eingeholt werden.
Das Nutzungspfand (§ 1213 BGB) kommt im Finanzwesen selten vor und gestattet dem Pfandgläubiger die Nutzung der Früchte des Pfandgegenstandes, etwa die Einziehung der Habenzinsen eines verpfändeten Sparguthabens oder der Dividende verpfändeter Aktien zur Deckung des Schuldendienstes bei einem Lombardkredit.

## Verpfändung in der Praxis
Häufigste Form der Verpfändung erfolgt im Rahmen der Kreditsicherung durch Kreditinstitute und bei Pfandleihe. Kreditinstitute verpfänden als Kreditsicherheiten zumeist alle Arten von Bankguthaben (auch wenn sie bei anderen Kreditinstituten unterhalten werden), Wertpapieren oder Edelmetallen unter Zugrundelegung von banküblichen Beleihungsgrenzen. Diese sind bei Kreditinstituten tendenziell höher als bei Pfandleihhäusern, weil bei letzteren häufig weniger fungible Sachen verpfändet werden. Die Wertermittlung findet durch eine Sicherheitenbewertung statt, die zunächst den Beleihungswert ermittelt.

## Form
Das Gesetz sieht für Verpfändungsverträge keine besondere Form vor, doch werden sie insbesondere aus Beweisgründen mit gewillkürter Schriftform abgeschlossen (§ 127 BGB). Zu beachten ist die genaue Bezeichnung der verpfändeten Gegenstände oder Rechte. Besondere Formvorschriften für die Verpfändung von beweglichen Sachen bestehen nicht. Bei Forderungen und Rechten ist die jeweilige Form einzuhalten, die für die Abtretung des Rechts erforderlich wäre (§ 1274 BGB).
Bei Wertpapieren ist die Übertragungsform der jeweiligen Wertpapier-Art zu beachten. Für Inhaberpapiere gelten die Bestimmungen über die Verpfändung beweglicher Sachen (§ 1293 BGB), bei Orderpapieren gilt § 1292 BGB (Pfand- oder Vollindossament, Übergabe), Rektapapiere werden nach den §§ 1273 ff. BGB verpfändet (zu verpfänden ist die darin verbriefte Forderung; „das Recht am Papier folgt dem Recht aus dem Papier“). Ist die Verpfändung von Aktien nach § 68 Abs. 2 Satz 1 AktG von der Zustimmung der Aktiengesellschaft abhängig, muss dies beachtet werden.

### Sonderformen
Eine Sonderform bildet die Gruppe der qualifizierten Legitimationspapiere, deren Rechtsnatur in § 808 BGB geregelt ist. In der Verpfändungspraxis kommen am häufigsten das Sparbuch und die (Lebens-)Versicherungspolice bei der Verpfändung vor.

#### Verpfändung von Spar(kassen)büchern
Das Sparbuch ist wie die anderen Papiere nach § 808 BGB und die Urkunden nach § 793 BGB ein Wertpapier. Es verbrieft als solches eine Leistung und eröffnet die Möglichkeit, diese auch ohne sachliche Berechtigung zu erhalten. Die Legitimationswirkung eines Sparbuchs erstreckt sich jedoch nur auf die vom ausstellenden Kreditinstitut rechtswirksam versprochenen Leistungen. Der (nichtberechtigte) Sparbuchinhaber kann über die verbriefte Forderung mithin nur so verfügen, wie sie versprochen ist. Zu der versprochenen Leistung gehören alle Barauszahlungen, die keine Kündigung des Sparers voraussetzen. Ein Kreditinstitut wird deshalb gemäß § 808 Abs. 1 BGB durch eine Leistung an den Buchinhaber nicht frei, wenn es bei Spareinlagen mit gesetzlicher Kündigungsfrist in Abweichung von den „Allgemeinen Sparbedingungen“ ohne Kündigung über den kündigungsfreien Betrag hinaus auszahlt. Das ausstellende Kreditinstitut ist nach den Sparbedingungen berechtigt, aber nicht verpflichtet, an jeden Vorleger des Sparbuchs fällige Zahlungen zu leisten. Der (nichtberechtigte) Inhaber eines Sparbuchs kann für den Gläubiger des Sparguthabens also nur Willenserklärungen abgeben, die zur Empfangnahme der versprochenen Leistung notwendig sind. Zu Vertragsänderungen außerhalb der versprochenen Leistung ist mithin nur der Gläubiger berechtigt. Nicht zur versprochenen Leistung gehört die Auszahlung eines Sparguthabens vor Fälligkeit, die Zahlung über den vertraglich zugesicherten Monatshöchstbetrag hinaus und Auszahlungen bei eingetragenem Sperrvermerk. Die Einhaltung gesetzlicher Kündigungsfristen gehört mithin zur „versprochenen Leistung“, so dass vorzeitige Auszahlungen von der Legitimationswirkung des Sparbuchs nicht erfasst werden. Somit erstreckt sich die versprochene Leistung nicht auf die Beträge, deren Auszahlung eine Kündigung des Gläubigers voraussetzt. Zahlt eine Bank im Rahmen der versprochenen Leistung an den nichtberechtigten Inhaber des Sparbuchs, so hat dies schuldbefreiende Wirkung auch gegenüber dem Gläubiger, es sei denn, die fehlende Berechtigung war bekannt oder grobfahrlässig unbekannt.
Dem zitierten BGH-Urteil vom November 1958 lag ein Fall zugrunde, bei dem die Mutter vom Sparbuch ihrer Tochter mehr als den kündigungsfreien Betrag abgehoben hatte. Dies setze regelmäßig eine Kündigung voraus, zu der jedoch nur die Tochter als Gläubigerin des Sparguthabens berechtigt gewesen war. Da zudem der Bank die fehlende Berechtigung der Mutter positiv bekannt gewesen sei, hatte sie nicht mit schuldbefreiender Wirkung gezahlt und musste der Tochter den über die versprochene Leistung hinausgehenden Auszahlungsbetrag erstatten.

#### Verpfändung von Versicherungspolicen
Die Rechtsnatur der Versicherungspolice ist im Versicherungsvertragsgesetz (VVG) nur unvollkommen geregelt. Die Vorschrift des § 4 VVG verhindert lediglich die Gestaltung des Versicherungsscheins zu einem reinen Inhaberpapier. Mit der dem Versicherer vertraglich eingeräumten Berechtigung, an jeden Inhaber des Versicherungsscheins mit befreiender Wirkung zu leisten, ohne aber diesem gegenüber zur Leistung verpflichtet zu sein, wird der Versicherungsschein zu einem qualifizierten Legitimationspapier im Sinne des § 808 BGB. Daneben wird die Versicherung für berechtigt erklärt, den Urkundeninhaber hinsichtlich anderer Verfügungen über Rechte aus dem Versicherungsvertrag als berechtigt anzusehen. Die Legitimationswirkung des § 808 Abs. 1 Satz 1 BGB erstreckt sich auf die vertraglich versprochenen Leistungen. Dagegen vermittelt ein qualifiziertes Legitimationspapier dem Inhaber grundsätzlich nicht das Recht, Willenserklärungen abzugeben, die nur für den Gläubiger des verbrieften Rechts verbindlich sind. Lediglich soweit zur Empfangnahme der in der Urkunde versprochenen Leistungen Willenserklärungen erforderlich sind, kann auch der Inhaber der Urkunde diese abgeben, weil andernfalls die Legitimationswirkung der Urkunde hinfällig wäre. Vertraglich versprochene Leistung ist bei einer Lebensversicherung aber nicht nur die Leistung der Versicherungssumme im Versicherungsfall. Vertraglich versprochen ist auch die Leistung des Rückkaufswertes nach Kündigung des Vertrages (§ 169 VVG). Denn das Recht auf den Rückkaufswert ist nur eine andere Erscheinungsform des Rechts auf die Versicherungssumme. Demgemäß erstreckt sich die Legitimationswirkung eines Versicherungsscheins als Urkunde im Sinne des § 808 BGB auch auf das Kündigungsrecht, um den Rückkaufswert zu erlangen. Die Versicherung kann den Inhaber des Versicherungsscheins deshalb schon nach § 808 BGB als zur Kündigung berechtigt ansehen, wenn dieser die Auszahlung des Rückkaufswertes erstrebt.
Die Verpfändung von Sparguthaben oder Rechten aus Lebensversicherungen wird erst durch die Verpfändungsanzeige an den Drittschuldner (Kreditinstitut, Versicherung) wirksam (§ 1280 BGB). Durch die Anzeige wird dem Drittschuldner die Verpfändung bekannt. Er darf daher an den (nichtberechtigten) Vorleger der Urkunden nicht mit schuldbefreiender Wirkung zahlen. Für die Wirksamkeit der Verpfändung ist eine Übergabe des Sparbuchs oder der Police an die Sicherungsnehmer weder erforderlich noch ausreichend. Im Verwertungsfalle kann aber der Sicherungsnehmer trotz bestehender Verpfändungsanzeige eine Zahlung vom Schuldner des Sparbuchs oder der Police nur gegen Vorlage der Urkunde verlangen, weil der ausstellende Schuldner vertraglich eine Zahlung von der Vorlage der Urkunde abhängig macht. Aus diesem Grunde sind Sparbücher und Policen bei Abschluss des Verpfändungsvertrages an den Sicherungsnehmer zu übergeben.

#### Forderungen und Rechte
Bei der Verpfändung von Forderungen ist die Übertragungsform wie bei deren Abtretung zu beachten (§ 1274 Abs. 1 Satz 1 BGB). Während ein Patent formlos übertragen werden kann (§ 15 Abs. 1 Satz 2 PatG), muss die Übertragung des Geschäftsanteils einer GmbH notariell beurkundet werden (§ 15 Abs. 3 GmbH-Gesetz). Auch die Verpfändung von GmbH-Anteilen ist daher beurkundungspflichtig.

## AGB-Pfandrecht
Zu den Vertragspfandrechten gehört auch das so genannte AGB-Pfandrecht der Kreditinstitute aus ihren Allgemeinen Geschäftsbedingungen. Mit diesem sich aus Nr. 21.1 AGB-Sparkassen oder Nr. 14.1 AGB-Banken ergebenden Pfandrecht wollen sich die Kreditinstitute bei künftig entstehenden, ungesicherten Forderungen gegen einen Bankkunden an verfügbaren Wertgegenständen ein vertragliches Besitzpfandrecht verschaffen. Die Wertgegenstände brauchen zum Zeitpunkt der Bestellung des AGB-Pfandrechts noch nicht konkret festzustehen, müssen sich jedoch im Eigentum des Bankkunden befinden. Dabei ist von Bedeutung, dass die Forderungen gegen den Kunden bankmäßig entstanden sein müssen (also neben der originären Begründung durch Kreditverträge auch „geduldete“ Kontoüberziehungen). Die zur Entstehung des AGB-Pfandrechts nach den § 1205, § 1274 BGB erforderliche Einigung erfolgt mit der Anerkenntnis der AGB bei Kontoeröffnung. Zur Geltendmachung müssen die Kreditinstitute ein berechtigtes Sicherungsinteresse nachweisen. Eine Deckungsgrenze nebst Freigabeklausel ist – wie sonst bei Kreditsicherheiten im Bankwesen üblich – nicht erforderlich.

### Umfang
Die AGB-Pfandklausel besteht aus der Forderungs- und der Sicherheitenebene. Der Schuldgrund ist hinreichend bestimmt, wenn auf bestehende und künftige Forderungen verwiesen wird, die aus einem festgelegten Kreis von Rechtsbeziehungen entstehen können. Dieser ist mit dem Begriff der Geschäftsverbindung, die im anschließenden Halbsatz „insbesondere aus laufender Rechnung und aus der Gewährung von Krediten jeder Art“ näher erläutert wird, genügend konkret beschrieben. Zum Erwerb der Vermögensgegenstände genügt der Besitz oder die Verfügungsgewalt rechtlicher oder tatsächlicher Art. Hierzu gehören Inhaberpapiere und andere bewegliche Sachen, sofern sie nicht in einem bei dem das AGB-Pfandrecht geltend machenden Kreditinstitut gemieteten Schließfach (geschlossenes Depot) aufbewahrt werden. Das AGB-Pfandrecht erstreckt auch sich nicht auf Order- und Rektapapiere, weil bei diesen zur Übertragung des verbrieften Rechts neben Einigung und Übergabe noch weitere Erfordernisse wie etwa ein Indossament oder eine Abtretung zu erfüllen sind. Nicht erfasst werden außerdem die im Ausland lagernden inländischen und ausländischen Wertpapiere. Dem AGB-Pfandrecht unterliegen alle Ansprüche des Kunden gegen das Kreditinstitut selbst oder gegen Dritte, sofern sich seine Verfügungsgewalt darauf erstreckt. Von Bedeutung sind insbesondere die bei dem betreffenden Institut gehaltenen, nicht zweckgebundenen (Nr. 21.2 AGB-Sparkassen/Nr. 14.3 AGB-Banken) Guthaben aus Giro-, Termingeld- und Sparkonten (Pfandrecht an eigener Schuld). Als Schuldner hiervon kann das Kreditinstitut auf eine Verpfändungsanzeige nach § 1280 BGB verzichten.
Sind die formalen Voraussetzungen zur Geltendmachung des AGB-Pfandrechts erfüllt, muss noch Pfandreife eingetreten sein. Pfandreife liegt vor, wenn das Kreditinstitut fällige Forderungen gegen seinen Kunden hat, die ganz oder teilweise nicht fristgerecht erfüllt werden. Wenn ein entsprechendes Sicherungsbedürfnis besteht, kann eine Bank von ihrem AGB-Pfandrecht an den Forderungen eines Kunden aus einem Kontoguthaben ausnahmsweise auch schon vor Pfandreife Gebrauch machen, indem sie zur Sicherung einer späteren Verwertung keine Verfügungen des Kunden mehr zulässt („Kontosperre“). Lässt die Bank es zu, dass der Kunde über sein Kontoguthaben verfügt, gibt sie insoweit ihr Pfandrecht frei.
Der Rang des Pfandrechts hängt vom Zeitpunkt seiner Bestellung ab, so dass das Pfandrecht des Kreditinstituts dem später bestellten Pfandrecht eines Dritten selbst dann im Range vorgeht, wenn eine zu sichernde Forderung des Kreditinstituts erst danach entstanden sein sollte (§§ 1209, § 1204 Abs. 2 BGB).

### Wirksamkeit
Im Rahmen der Literatur und Rechtsprechung zum § 307 BGB gehört das AGB-Pfandrecht zu den kritischen Klauseln. Die Wirksamkeit der Pfandklausel in den AGB ist in Rechtsprechung und Fachliteratur anerkannt. Sie ist generell zulässig, auch soweit sie künftige Forderungen einbezieht. Die Pfandklausel der AGB ist nach der Rechtsprechung des BGH regelmäßig dahin auszulegen, dass sich die Sicherheit nur auf Forderungen aus der bankmäßigen Geschäftsverbindung und auf bankmäßig erworbene Forderungen bezieht.

## Beeinträchtigungen
Rechte oder Forderungen können nur verpfändet werden, soweit sie auch pfändbar sind (§ 1274 Abs. 2, § 400 BGB). Forderungen hingegen, die nicht der Zwangsvollstreckung unterliegen, sind mithin für eine Verpfändung ebenso ungeeignet wie für eine Abtretung. Dies gilt auch für Forderungen, die nicht abtretbar sind.
Bei der Verpfändung beweglicher Sachen ist wegen des unmittelbaren Besitzerwerbs ein gutgläubiger Pfanderwerb durch den Sicherungsnehmer möglich (§ 1207 BGB). Die Vorschrift verweist auf die Bestimmungen des BGB über den gutgläubigen Erwerb beweglicher Sachen. Dem Sicherungsnehmer darf mithin die Nichtberechtigung des Verpfänders nicht bekannt oder infolge grober Fahrlässigkeit unbekannt sein. In grob-fahrlässiger Unkenntnis handelt der Sicherungsnehmer, wenn er die erforderliche Sorgfalt in ungewöhnlich hohem Maße verletzt, indem er geeignete Erkenntnisquellen unbeachtet lässt, obwohl ihm verdächtige Umstände bekannt sind. Wurden die zu verpfändenden beweglichen Sachen ihrem Eigentümer gestohlen, sind sie verloren gegangen oder sonst wie abhandengekommen, ist ein gutgläubiger Pfanderwerb ausgeschlossen. Bei Forderungsverpfändungen hat sich der Sicherungsnehmer ein genaues Bild über die Berechtigung des Verpfänders wie bei der Abtretung zu machen, da ein gutgläubiger Erwerb von Forderungen nicht möglich ist.
Bei der Verpfändung von Inhaberpapieren, die dem Sicherungsnehmer erst noch übergeben werden müssen, entfällt ein gutgläubiger Erwerb, wenn der Sicherungsnehmer ein Kreditinstitut ist. Den Kreditinstituten sind in § 367 Abs. 1 HGB besondere Prüfungspflichten auferlegt, wonach gutgläubiger Pfanderwerb dann ausgeschlossen ist, wenn der Verlust des Wertpapiers im Bundesanzeiger im Zeitpunkt der Verpfändung bekanntgemacht war. Die Rechtsprechung verlangt hierbei von Kreditinstituten die Einhaltung besonders hoher Sorgfaltspflichten. Selbst wenn der Verlust nicht bekanntgemacht war, müssen sich einem Kreditinstitut bei Tafelgeschäften mit hohem Volumen Verdachtsmomente aufdrängen.
Dem Sicherungsnehmer entstehen aus seiner Verwahrungspflicht auch Sorgfaltspflichten. So muss er einen verpfändeten Wechsel rechtzeitig dem Bezogenen zur Annahme vorlegen (Art. 21, Art. 22 WG) und die Regressvoraussetzungen schaffen (Art. 44 WG). Eine drohende Verschlechterung der Pfandsache ist dem Verpfänder anzuzeigen (§ 1218 Abs. 2 BGB). Allerdings trifft den Sicherungsnehmer keine Pflicht, für die Werterhaltung verpfändeter Aktien zu sorgen.
Werden Bankguthaben oder Wertpapiere von Eheleuten verpfändet, so hat der Sicherungsnehmer die Problematik der Verfügung über das gesamte Vermögen zu prüfen. Die Voraussetzungen liegen vor, wenn der Wert der zu verpfändenden Guthaben oder Effekten 85 % des gesamten Aktivvermögens der in Zugewinngemeinschaft lebenden Ehegatten übersteigt. Dann ist neben der Unterschrift des Verpfänders auch die Zustimmung von dessen Ehepartner erforderlich. Im zitierten Fall hatte ein Ehemann seiner Bank Wertpapiere als Sicherheit für Kredite an ihn verpfändet, ohne die Zustimmung seiner Ehefrau einzuholen. Deshalb war diese Verpfändung nach § 1365 BGB unwirksam. Die Problematik der Verfügung über das gesamte Vermögen trifft auch auf Fallgestaltungen zu, bei denen ein Ehegatte ohne die Zustimmung seines Ehepartners Wertpapiere oder Guthaben als Sicherheit für Kredite an Dritte als bloßer Sicherungsgeber verpfändet.

## Verpfändungsverbot
Nicht abtretbare Rechte können auch nicht verpfändet werden (§ 1274 Abs. 2 BGB). Nicht verpfändbar sind insbesondere unpfändbare Bezüge. Dabei sind drei Arten unpfändbarer Bezüge zu unterscheiden:
- absolut unpfändbare Bezüge (§ 850a ZPO). Hierbei handelt es sich um Leistungen, die als Anreiz für fortgesetzte Beschäftigung oder als Aufwendungsersatz gezahlt werden;
- bedingt pfändbare Bezüge, die gepfändet werden können, wenn die Vollstreckung in das sonstige bewegliche Vermögen des Schuldners nicht zu einer vollständigen Befriedigung geführt hat und die Pfändung der Billigkeit entspricht;
- relativ pfändbare Bezüge (§ 850c ZPO), worunter das übrige Arbeitseinkommen fällt.

Absolut unpfändbar sind u. a. Jubiläumszahlungen (§ 850a Nr. 2 ZPO) sowie Heirats- oder Geburtshilfen (§ 850a Nr. 5 ZPO). Ferner sind unpfändbar Leistungen aus der Sozialhilfe, sofern nicht die im Vorgriff auf Sozialleistungen aufgenommenen Kredite hiermit besichert werden sollen (§ 53 Abs. 2 SGB I). Absolut unpfändbar und damit nicht verpfändbar sind zudem Erziehungs-, Mutterschafts- oder Behindertenbezüge (§ 54 SGB I) und Kindergeld (§ 54 Abs. 5 SGB I). Beschränkt pfändbar sind Arbeitslosengeld, Kurzarbeitergeld oder Saison-Kurzarbeitergeld (§ 54 SGB I). Bei Überweisung auf ein Girokonto waren diese Leistungen für die Dauer von 14 Tagen (seit dem 1. Juli 2010) seit Gutschrift unpfändbar, danach begann Pfändbarkeit und mithin auch Verpfändbarkeit. Seit dem 1. Januar 2012 gibt es Pfändungsschutz nur noch über ein P-Konto (§ 55 SGB I a.F. ist weggefallen). Woher das Guthaben auf dem P-Konto stammt, spielt seitdem keine Rolle mehr. Es ist daher beispielsweise gleichgültig, ob das Guthaben auf dem P-Konto auf Einkünfte aus einer selbständigen Tätigkeit, einer Angestelltentätigkeit oder auf Sozialleistungen zurückzuführen ist (§ 850k ZPO).

## Bankenaufsichtsrechtliche Anerkennung
Verpfändungen kommen ausschließlich als Kreditbesicherung vor („geborene Kreditsicherheit“), bei ihnen steht der Beleihungswert der verpfändeten Sachen oder Rechte im Vordergrund.

### Allgemeines
Kreditsicherheiten gelten seit Januar 2014 bankenaufsichtsrechtlich als Kreditrisikominderungstechniken. Werden Kreditsicherheiten durch die in allen EU-Mitgliedstaaten geltende Kapitaladäquanzverordnung (englische Abkürzung CRR) als Kreditrisikominderungstechniken anerkannt, führen sie bei Kreditinstituten zu einer gegenüber Blankokrediten geringeren Unterlegung durch Eigenkapital. Das hat zur Folge, dass besicherte Kredite bis zur Beleihungsgrenze mit einem günstigeren Kreditzins gewährt werden können.
Verpfändungen gehören zu den Kreditrisikominderungstechniken „mit Sicherheitsleistung“ (Realsicherheiten; Art. 4 Abs. 1 Nr. 58 CRR). Art. 194 CRR stellt Grundsätze für die aufsichtsrechtliche Anerkennung von Kreditrisikominderungstechniken auf, wonach Kreditsicherheiten insbesondere in allen Rechtsordnungen rechtswirksam (englisch valid) und durchsetzbar (englisch enforceable) sein müssen, ausreichend liquide, im Zeitablauf wertstabil und bei einem Kreditereignis zeitnah verwertbar sein müssen. Die positive Korrelation zwischen den Sicherheiten und der Kreditnehmerbonität darf nicht sehr hoch sein (Art. 194 Abs. 4 CRR). Ein Rechtsrisiko ist im Zweifel durch Rechtsgutachten auszuschließen.

### Verpfändungen
Die CRR bezeichnen die Realsicherheiten als Finanzsicherheiten. Sie werden in Art. 197 CRR aufgezählt:
- Bankguthaben („Bareinlagen“) beim kreditgewährenden Institut und Sparbriefe oder Bankschuldverschreibungen vom kreditgebenden Institut[21],
- Staatsanleihen und Bankschuldverschreibungen anderer Banken mit bestimmtem Mindestrating,
- Aktien und Wandelanleihen im Hauptindex, Investmentanteile,
- Gold und
- Verbriefungen mit bestimmtem Mindestrating.
- Bankguthaben bei dritten Kreditinstituten dürfen nach Art. 200 (a) CRR als Kreditsicherheit verpfändet werden. Das gilt auch für die Verpfändung von Lebensversicherungen (Art. 200 (b) CRR) und Sparbriefen (Art. 200 (c) CRR), wenn sie auf Verlangen zurückgenommen werden.

Diese Finanzsicherheiten werden gemäß Art. 207 CRR als Kreditrisikominderungstechnik anerkannt, wenn
- zwischen der Bonität des Kreditnehmers und dem Beleihungswert der Kreditsicherheit keine wesentliche positive Korrelation besteht, so dass vom Kreditnehmer oder dessen Konzern emittierte Wertpapiere keine Kreditsicherheit sind; Ausnahmen sind gedeckte Pfandbriefe.[22];
- innerhalb der Sicherheitenbewertung der Marktwert mindestens alle 6 Monate – oder bei erheblich gesunkenem Marktwert auch früher – neu bewertet wird;
- die Restlaufzeit der Sicherheit mindestens der Kreditlaufzeit entspricht.

Art. 210 d CRR verlangt bei sonstigen Sachsicherheiten, dass der Kreditvertrag umfassende Angaben zu Art und Häufigkeit der Neubewertung enthalten muss. Art. 224 Abs. 1 CRR fordert eine volatilitätsorientierte Neubewertung der Sicherheiten, im Extremfall (etwa bei Aktien) täglich.
Erfüllen die Verpfändungen nicht diese bankenaufsichtsrechtlichen Voraussetzungen, sind sie als Blankokredite einzustufen.

## Erlöschen des Pfandrechts
Als akzessorisches Recht erlischt das Pfandrecht „mit der Forderung, für die es besteht“ (§ 1252 BGB). Wird der Kredit endgültig getilgt und eine rechtswirksame Erstreckung der Verpfändung auf andere Forderungen als die ursprüngliche (Kredit-)Forderung ist nicht möglich, erlischt die Verpfändung kraft Gesetzes. Dann sind die verpfändeten Gegenstände zurückzugeben oder Übergabesurrogate rückgängig zu machen.
Trotz Fortbestehens der Forderung erlischt das Pfandrecht, wenn der Sicherungsnehmer es aufhebt (§ 1255 BGB), der Sicherungsnehmer Eigentum an den Pfandgegenständen (etwa durch Kauf) erwirbt (§ 1256 Abs. 1 BGB) oder wenn er das Pfand dem Verpfänder oder Eigentümer zurückgibt (§ 1253 Abs. 1 BGB). Die Rückgabe muss freiwillig und darf nicht nur vorübergehend erfolgt sein, und zwar an den Verpfänder oder Eigentümer; Rückgabe an den vom Eigentümer verschiedenen Schuldner bringt das Pfandrecht nicht zum Erlöschen.
Unwiderlegbar vermutet das Gesetz ein Erlöschen des Pfandrechts, wenn sich die verpfändeten Sachen im Besitz des Eigentümers oder eines Dritten befinden (§ 1253 Abs. 2 BGB). Nach Erlöschen des Pfandrechts hat der Verpfänder das Recht, vom Sicherungsnehmer das Pfand zurückzuverlangen (§ 1223 Abs. 1 BGB).